# Константинов, Владимир Владимирович
Владимир Владимирович Константинов (9 (21) июля 1871 — 11 мая 1928) — российский инженер-кораблестроитель, главный строитель броненосцев «Князь Потёмкин-Таврический» (на этапе достройки) и «Иоанн Златоуст», линейного корабля «Петропавловск» (на этапе достройки). Директор Металлургических, механических и судостроительных заводов «Беккер и К°» в Ревеле, генерал-майор Корпуса корабельных инженеров. Начальник Главного управления кораблестроения, помощник управляющего Народного Комиссариата по морским делам РСФСР. Эмигрировал в Болгарию, работал преподавателем Морского машинного училища и электромеханического училища.

## Ранние годы
Родился 9 (21) июля 1871 года в городе Луга Петербургской губернии в купеческой семье. В 1889 году, после окончания Петербургского реального училища[уточнить] , поступил на кораблестроительное отделение Технического училища Морского ведомства в Кронштадте. За отличную учёбу был произведён в унтер-офицерское звание. В 1892 году, после завершения учёбы в училище был направлен для прохождения службы младшим помощником судостроителя в Николаевское адмиралтейство, где принимал участие в достройке барбетного броненосца «Двенадцать апостолов» под руководством инженера-кораблестроителя К. Я. Аверина. Затем был переведён в контору Севастопольского порта, помощником корабельного инженера К. Н. Арцеулова, наблюдавшего за строительством на верфи «Русского общества пароходства и торговли» броненосца «Георгий Победоносец».
В 1894 году, по представлению и рекомендации К. Н. Арцеулова, Константинов был зачислен на кораблестроительное отделение Николаевской морской академии. В 1896 году, после окончания учёбы в академии, вернулся в Севастополь и был назначен флагманским корабельным инженером на броненосец «Георгий Победоносец». С 1897 года работал в Севастопольском порту, выполнял обязанности блоково-шлюпочного мастера, докового инженера, строил паровые катера и портовые буксиры. С 1 июля 1900 года исполнял должность заведующего общей чертёжной Севастопольского порта.

## Главный строитель броненосцев
С лета 1902 года достраивал броненосец «Князь Потёмкин-Таврический» (строитель А. Э. Шотт), который был переведён из Николаева для достройки в Севастополь. Впервые в практике отечественного кораблестроения применил на нём цементированную хромоникелевую броню Круппа, использовал полученный выигрыш в весовой нагрузке корабля для увеличения его артиллерийской мощи и дополнительного бронирования носовой оконечности и скосов броневой палубы, также Константинов усовершенствовал способ установки водонепроницаемых корабельных переборок. Параллельно с достройкой броненосца, Константинов несколько недель выполнял обязанности главного строителя крейсера «Очакова», до прибытия назначенного на эту должность корабельного инженера А. А. Баженова, который сменил на постройке крейсера корабельного инженера Н. И. Янковского.
В 1905—1906 годах был командирован во Францию наблюдающим за постройкой на верфи «Форже э Шантье Медитеране» крейсера «Адмирал Макаров». По его предложению были внесены ряд существенных изменений по обеспечению живучести и непотопляемости корабля. В 1906 году был произведён в младшие судостроители, в 1907 году переаттестован в подполковники Корпуса корабельных инженеров.

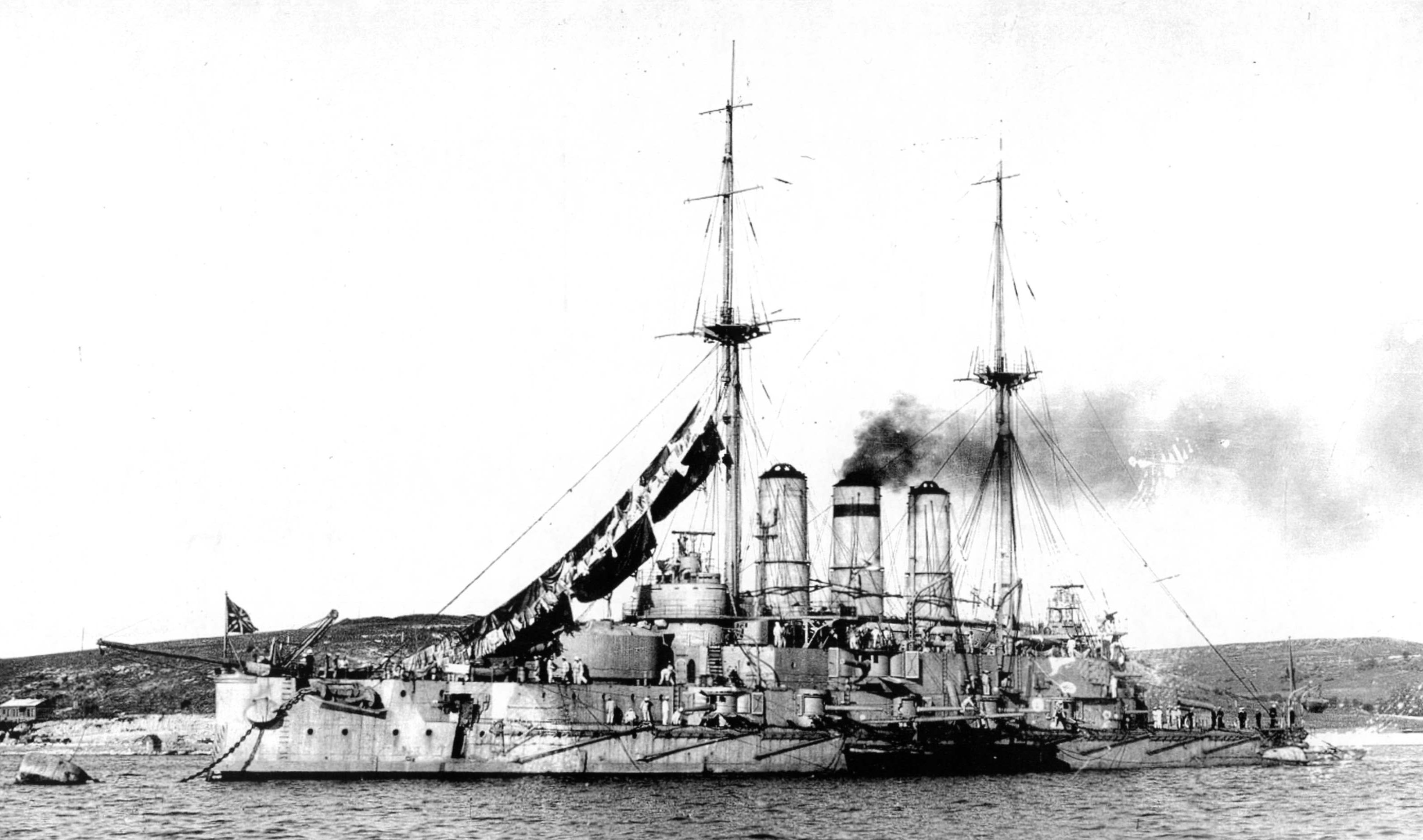
Броненосец «Иоанн Златоуст»

В 1908 году, после возвращения из заграничной командировки, был назначен главным строителем броненосца додредноутного типа «Иоанн Златоуст» на завершающем этапе его достройки в Лазаревском адмиралтействе Севастополя.
В 1910 году исполнял обязанности главного корабельного инженера Севастопольского порта и параллельно руководил достройкой броненосца «Иоанн Златоуст»; 31 августа 1910 года был назначен главным строителем на этапе достройки и вооружения линейного корабля «Петропавловск» (спущен на воду 27 августа 1911 года) на Балтийском судостроительном и механическом заводе в Санкт-Петербурге. 6 декабря 1910 года произведён в полковник Корпуса корабельных инженеров.
20 сентября 1912 года В. В. Константинов был зачислен по Корпусу корабельных инженеров и назначен для службы на коммерческих судах с того же дня. Был директором Металлургических, механических и судостроительных заводов «Беккер и К°» в Ревеле; 11 апреля 1916 года был прикомандирован к Петроградской портовой конторе для денежного довольствия. 
В 1917 году произведён в генерал-майоры Корпуса корабельных инженеров.
Являлся автором ряда статей по теории и практике кораблестроения в журнале «Морской сборник» и военной энциклопедии И. А. Сытина.
После Октябрьской революции 1917 года был начальником Главного управления кораблестроения, помощником управляющего Народного Комиссариата по морским делам РСФСР. Участвовал в подготовке первой судостроительной программы.

## В эмиграции
По данным российского историка С. В. Волкова Владимир Владимирович Константинов в ходе Гражданской войны вступил в Вооружённые силы Юга России. В начале 1920 года был эвакуирован в Константинополь. Затем иммигрировал в Болгарию, работал преподавателем в Морском машинном училище и электромеханическом училище.
Был женат на Марии Антоновне (1878—?) и имел детей: Евгений (рожд. 1899) и Ирина (рожд. 1903). Умер 11 мая 1928 года. Похоронен в Софии.

## Награды
Был награждён многими российскими и иностранными наградами:
Российской империи:
- орден Святого Станислава 3 степени (1 апреля 1901);
- орден Святой Анны 3 степени (1906);
- орден Святого Станислава 2 степени (6 декабря 1908);
- орден Святого Владимира 4 степени (27 августа 1911);
- серебряная медаль «В память царствования императора Александра III» (1896);
- светло-бронзовая медаль «В память 300-летия царствования дома Романовых» (1913);
- светло-бронзовая медаль «В память 200-летия морского сражения при Гангуте» (1915).

Иностранные:
- орден «За военные заслуги», офицерский крест 4-й степени (1901, Болгария);
- офицерский крест ордена Почётного легиона (1914, Франция).